# Europese kampioenschappen shorttrack 2020
De Europese kampioenschappen shorttrack 2020 werden van 24 tot en met 26 januari 2020 georganiseerd in de Főnixhal te Debrecen (Hongarije). Dit was de hal waar in 2013 ook het Wereldkampioenschap werd gehouden.
Bij de mannen was de Hongaar Shaolin Sándor Liu de titelverdediger. Ditmaal werd hij tweede in het eindklassement achter zijn broer Shaoang. Het brons ging naar de Rus Semjon Jelistratov. Bij de vrouwen verdedigde de Nederlandse Suzanne Schulting haar titel van 2019 door alle drie de afstanden te winnen. Achter haar in het klassement eindigden de Italiaansen Arianna Fontana en Martina Valcepina. De aflossingstitels gingen naar Rusland (mannen) en Nederland (vrouwen). 

## Medailles

### Mannen
| Onderdeel         | Goud | Goud                                                                                 | Zilver | Zilver                                                                 | Brons | Brons                                                                           |
| ----------------- | ---- | ------------------------------------------------------------------------------------ | ------ | ---------------------------------------------------------------------- | ----- | ------------------------------------------------------------------------------- |
| 500m              | HUN  | Shaolin Sándor Liu                                                                   | HUN    | Shaoang Liu                                                            | RUS   | Semjon Jelistratov                                                              |
| 1000m             | HUN  | Shaolin Sándor Liu                                                                   | HUN    | Shaoang Liu                                                            | RUS   | Semjon Jelistratov                                                              |
| 1500m             | HUN  | Shaoang Liu                                                                          | NED    | Itzhak de Laat                                                         | ISR   | Vladislav Bykanov                                                               |
| 3000m superfinale | RUS  | Semjon Jelistratov                                                                   | BEL    | Stijn Desmet                                                           | NED   | Itzhak de Laat                                                                  |
| Klassement        | HUN  | Shaoang Liu 77 punten                                                                | HUN    | Shaolin Sándor Liu 75 punten                                           | RUS   | Semjon Jelistratov 65 punten                                                    |
| Aflossing         | RUS  | Denis Ajrapetjan Semjon Jelistratov Daniil Ejbog Pavel Sitnikov Aleksandr Sjoelginov | NED    | Daan Breeuwsma Dylan Hoogerwerf Itzhak de Laat Dennis Visser Sven Roes | ITA   | Yuri Confortola Andrea Cassinelli Tommaso Dotti Marco Giordano Mattia Antonioli |

### Vrouwen
| Onderdeel         | Goud | Goud                                                                | Zilver | Zilver                                                                                | Brons | Brons                                                                                                  |
| ----------------- | ---- | ------------------------------------------------------------------- | ------ | ------------------------------------------------------------------------------------- | ----- | --- |
| 500m              | NED  | Suzanne Schulting                                                   | ITA    | Martina Valcepina                                                                     | POL   | Natalia Maliszewska                                                                                    |
| 1000m             | NED  | Suzanne Schulting                                                   | NED    | Lara van Ruijven                                                                      | ITA   | Arianna Fontana                                                                                        |
| 1500m             | NED  | Suzanne Schulting                                                   | ITA    | Arianna Fontana                                                                       | GER   | Anna Seidel                                                                                            |
| 3000m superfinale | ITA  | Arianna Fontana                                                     | RUS    | Jekaterina Jefremenkova                                                               | ITA   | Martina Valcepina                                                                                      |
| Klassement        | NED  | Suzanne Schulting 102 punten                                        | ITA    | Arianna Fontana 68 punten                                                             | ITA   | Martina Valcepina 34 punten                                                                            |
| Aflossing         | NED  | Suzanne Schulting Rianne de Vries Lara van Ruijven Yara van Kerkhof | ITA    | Arianna Fontana Martina Valcepina Cynthia Mascitto Nicole Botter Gomez Arianna Sighel | RUS   | Sofia Prosvirnova Jekaterina Jefremenkova Jekaterina Konstantinova Emina Malagitsj Jevgenija Zacharova |

## Medaillespiegel
| Plaats | Land      | Goud | Zilver | Brons | Totaal |
| ------ | --------- | ---- | ------ | ----- | ------ |
| 1      | Nederland | 5    | 3      | 1     | 9      |
| 2      | Hongarije | 4    | 3      | 0     | 7      |
| 3      | Rusland   | 2    | 1      | 4     | 7      |
| 4      | Italië    | 1    | 4      | 4     | 9      |
| 5      | België    | 0    | 1      | 0     | 1      |
| 6      | Duitsland | 0    | 0      | 1     | 1      |
| 6      | Israël    | 0    | 0      | 1     | 1      |
| 6      | Polen     | 0    | 0      | 1     | 1      |

## Eindklassementen

### Mannen
| #      | Schaatser          | Land      | Punten |
| ------ | ------------------ | --------- | ------ |
| Goud   | Shaoang Liu        | Hongarije | 77     |
| Zilver | Shaolin Sándor Liu | Hongarije | 75     |
| Brons  | Semjon Jelistratov | Rusland   | 65     |
| 4      | Itzhak de Laat     | Nederland | 50     |
| 5      | Stijn Desmet       | België    | 34     |
| 6      | Vladislav Bykanov  | Israël    | 23     |
| 7      | Daan Breeuwsma     | Nederland | 8      |
| 8      | Yuri Confortola    | Italië    | 7      |
| 9      | Pavel Sitnikov     | Rusland   | 3      |
| 10     | Rafal Anikej       | Polen     | 3      |

### Vrouwen
| #      | Schaatser               | Land                | Punten |
| ------ | ----------------------- | ------------------- | ------ |
| Goud   | Suzanne Schulting       | Nederland           | 102    |
| Zilver | Arianna Fontana         | Italië              | 68     |
| Brons  | Martina Valcepina       | Italië              | 34     |
| 4      | Lara van Ruijven        | Nederland           | 32     |
| 5      | Jekaterina Jefremenkova | Rusland             | 30     |
| 6      | Natalia Maliszewska     | Polen               | 24     |
| 7      | Cynthia Mascitto        | Italië              | 14     |
| 8      | Hanne Desmet            | België              | 13     |
| 9      | Anna Seidel             | Duitsland           | 13     |
| 10     | Kathryn Thomson         | Verenigd Koninkrijk | 5      |